# تل جديد
تل جديد قرية تتبع منطقة سلمية في شرق محافظة حماة في سورية.